# Montenegro op het Eurovisiesongfestival 2016

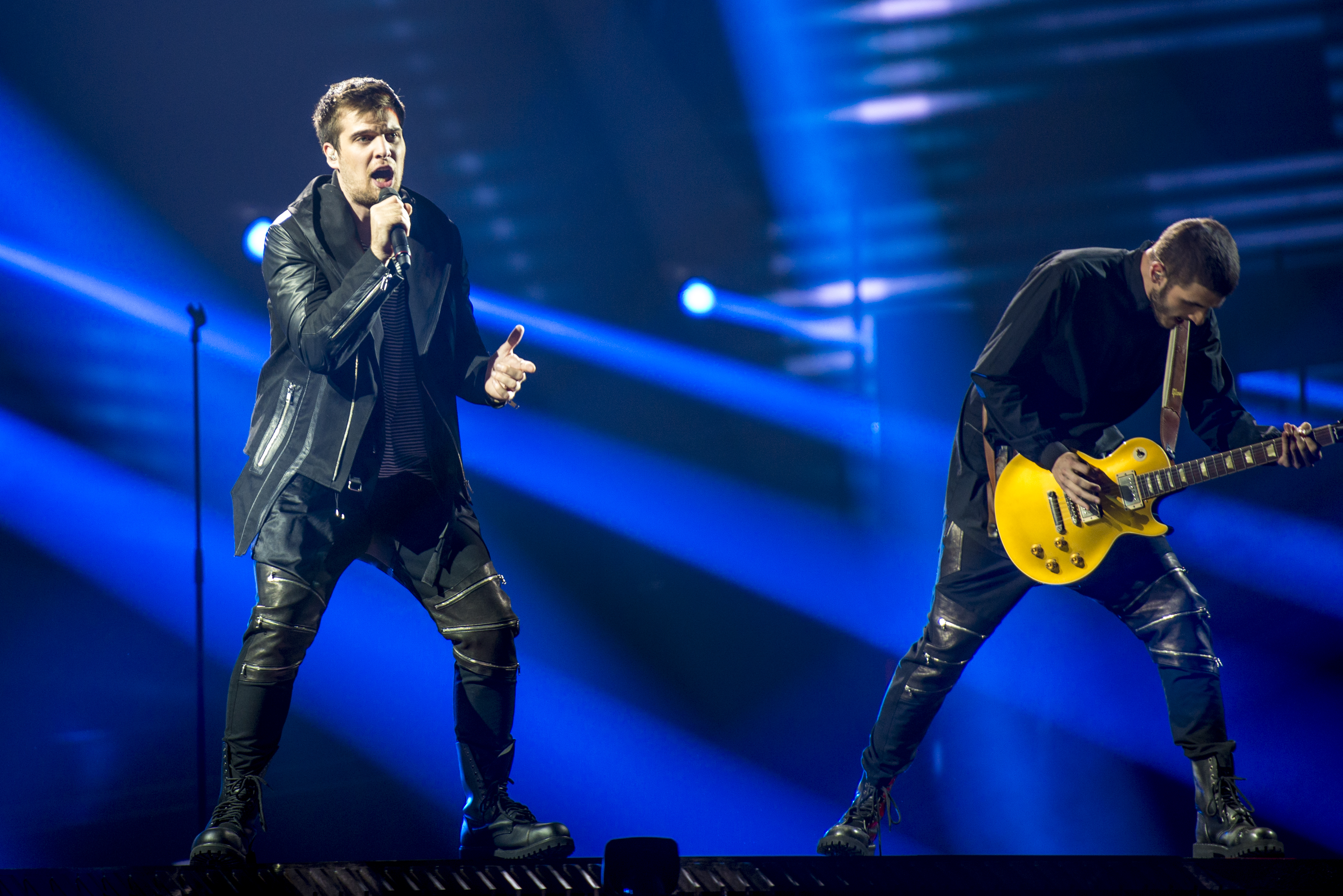
Montenegro werd uitgeschakeld in de eerste halve finale

Montenegro nam deel aan het Eurovisiesongfestival 2016 in Stockholm, Zweden. Het was de 8ste deelname van het land op het Eurovisiesongfestival. RTCG was verantwoordelijk voor de Montenegrijnse bijdrage voor de editie van 2016.

## Selectieprocedure
Op 2 oktober 2015 werd de band Highway via interne selectie gekozen om Montenegro te vertegenwoordigen op het festival. Het nummer waarmee de band naar Stockholm zou trekken, werd op 4 maart 2016 bekendgemaakt. De titel werd reeds op 25 februari vrijgegeven: The real thing.

## In Stockholm
Montenegro trad in de eerste halve finale op dinsdag 10 mei 2016 aan. Highway trad als vijftiende van achttien acts op, net na Səmra Rəhimli uit Azerbeidzjan en gevolgd door Gréta Salóme uit IJsland. Montenegro wist zich niet te plaatsen voor de finale.
2007 · 2008 · 2009 · 2010-2011 · 2012 · 2013 · 2014 · 2015 · 2016 · 2017 · 2018 · 2019 · 2020-2021 · 2022 · 2023-2024 · 2025
Albanië · Armenië · Australië · Azerbeidzjan · België · Bosnië en Herzegovina · Bulgarije · Cyprus · Denemarken · Duitsland · Estland · Finland · Frankrijk · Georgië · Griekenland · Hongarije · Ierland · IJsland · Israël · Italië · Kroatië · Letland · Litouwen · Macedonië · Malta · Moldavië · Montenegro · Nederland · Noorwegen · Oekraïne · Oostenrijk · Polen · Rusland · San Marino · Servië · Slovenië · Spanje · Tsjechië · Verenigd Koninkrijk · Wit-Rusland · Zweden · Zwitserland